# (13327) Reitsema
(13327) Reitsema ist ein Asteroid des Hauptgürtels, der am 17. September 1998 am Lowell-Observatorium an der Anderson Mesa Station entdeckt wurde.
Der Asteroid wurde am 24. Juli 2002 nach dem  US-amerikanischen Astronomen Harold Reitsema benannt. Reitsema gehört zu den Entdeckern des Saturn-Monds Telesto und des Neptun-Monds Larissa. Außerdem war er an zahlreichen NASA-Weltraummissionen, wie beispielsweise der New-Horizons-Mission zum Pluto oder dem Spitzer- und dem Kepler-Weltraumteleskop, beteiligt.